# Немачко царско ратно ваздухопловство
Немачко царско ратно ваздухопловство (нем. Deutsche Luftstreitkräfte) - позната и као Немачки царски летачки корпус (Fliegertruppen des deutschen Kaiserreiches) је грана немачке војске која је била активна у Првом светском рату. Немачки поморски пилоти су остали саставни део Немачке царске морнарице. Обе гране војске (војска и морнарица) су користиле авионе, опсервационе балоне и цепелине. Расформисано је одредбама Версајског споразума.

## Оснивање
Први војни авион ушао је у употребу 1910. формирајући оно што ће у октобру 1918. постати Luftstreitkräfte. Дужности оваквих авиона су у почетку обухватале извиђање и осматрање артиљерије, као што су балони коришћени за време Француско-пруског рата, а сежу још до Наполеонових ратова. Поређења ради, француска ваздухопловна служба (Aviation Militaire), која је касније постала Armée de l'Air, основана је касније 1910. године - ваздушни батаљон краљевских инжењера (касније реорганизован као Краљевски летећи корпус) није формиран до новембра 1911.

## Организација
Првобитне јединице Luftstreitkräfte, посвећене посматрању, биле су познате као Feldflieger Abteilungen (теренски летови), и имали су званичну установу шест ненаоружаних, два седишна "А" и / или "Б" класе авиона, са сваким "FFA" јединицама додељеним војним јединицама у њиховом локалном подручју, и обично броје са истим бројем као и војсци којој су додељени.
Организација Luftstreitkräfte се значајно променила како је рат напредовао, да би се прилагодио новим типовима авиона, доктрини, тактици и потребама копнених трупа, посебно артиљерији. Током тог времена развио се систем организације и ознака јединица који би чинио основу оних који су се користили у Луфтвафеу када је основан 1935. године.
Током 1916. године, Немачка команда, као одговор на савезничку ваздушну надмоћ, реорганизовала је своје снаге тако што је створила неколико типова специјалистичких јединица, од којих су најзначајније ловачке ескадриле са једним седиштем, или Jagdstaffeln (дословно "ловачка ескадрила"), како би се супротставила офанзиви операције Краљевског летачког корпуса и француске авијације.

### Команданти
| Број |  | Генерал ваздушних снага                      | Почетак служења  | Крај служења     | Рок службе         |
| ---- |  | -------------------------------------------- | ---------------- | ---------------- | ------------------ |
| 1    |  | Коњички генерал Ернст фон Хепнер (1860–1922) | 8. октобар 1916. | 21. јануар 1919. | 2 године, 3 месеца |

## Организација борбених јединица
Почетно размештање борбених авиона у лето 1915. догодило се у оквиру Feldflieger Abteilung, који је био опремљен са једним или два нова Фокер E.I ловца за сваку јединицу, почевши од пет Фокер М.5К / МГ производних прототипа Е.I, с ознакама Е.1 / 15 до Е.5 / 15. Изградња E.I борбених снага убрзано је напредовала са регуларним ЛМГ 08 "Шпандау" производним примерима Фокер E.I, након испоруке авиона М.5К / МГ крајем лета 1915, са раним Е.I који су отишли асовима као што је Макс Имелман, који је у августу 1915. добио IdFlieg серијски број Е.13 / 15.
Први корак ка специјалистичким авионским јединицама за борбену авијацију у оквиру немачке војске било је оснивање Kampfeinsitzer Kommando (једносед борбена јединица, скраћено КЕК) формације од стране инспектора-мајора Фридриха Стемпела у фебруару 1916. Оне су биле организоване око Е.I и других нових ловаца, као што су Pfalz класе Е једнокрилаца, који су били одвојени од својих бивших јединица FFA током зиме 1915-1916 и окупљени у парове и квартете на посебно стратешким локацијама, пошто су јединице КЕК-а формиране у Вауку, Авијеу, Јумецу, Кинелу и друге стратешке локације дуж Западног фронта, да делују као Luftwachtdienst (ваздушне стражарске снаге) јединице, које су се састојале само од ловаца.
После ере јединица КЕК-а до лета 1916, Jagdstaffeln (ловачке ескадриле), основане су реорганизацијом која је почела крајем лета 1916. године, била је под управом четири краљевства немачког царства. Појединачно - свака од ових јединица је често била позната под скраћеницом "Јаста". Краљевина Пруска је била доминантна са борбеном силом је на крају имала 67 ескадрила. Краљевина Баварска чинила је десет од тих јединица, Краљевина Саксонија је чинила седам, а Краљевина Виртемберг четири.
Дана 24. јуна 1917. године, Luftstreitkräfte је довела квартет Јастиних ескадрила да формира своје прво борбено крило, краљевски пруско 1. ловачко јато (Jagdgeschwader I), које су чиниле ескадриле Јаста 4, 6, 10 и 11, и поставиле образац за употребу римских бројева у Luftstreitkräfte за означавање јединица веће величине. Манфред вон Рихтхофен је прешао из команде Јасте 11 у команду ЈГ I. Мада је Јаста 2 преименована у Јаста Белке у децембру 1916, након што је Освалд Белке, врхунски немачки борбени тактичар, изгубљен у судару у ваздуху у октобру 1916. Након смрти "Црвеног Барона" у акцији крајем априла 1918, ЈГ I је преименован у част фон Рихтхофенa по наредби немачког цара.
Пруси су успоставили још три ловачка јата. 2. фебруара 1918. ЈГ II је формиран из Јаста 12, 13, 15 и 19, а командовао је Адолф Ритер вон Тутшек. Истог дана, ЈГ III су чиниле удружене Јасте 2 Белке и Јасте 26, 27 и 36 под командом Бруном Лерцером. Коначно, 2. септембра 1918. године, формиран је краљевски пруско поморско јато од царске морнарице поља Јаста I до V, који је био под командом Готхарда Сасенберга. Баварска је 3. октобра 1918. основала Краљевско баварско 4. јато из Јаста 23, 32, 34 и 35 под Едвардом Ритер фон Шлихом.

## Ознаке јединица
- (AFA)Artillerieflieger-Abteilung: артиљеријски ваздушни одред
- (AFS)Artillerieflieger-Schule; артиљеријско летачка школа
- AFP – Armee-Flug-Park: војни летачки парк
- BZ – Ballonzug: балонска јединица
- BG – Bombengeschwader: бомбашко крило
- Bogohl – the "Bombengeschwader der Oberste Heeresleitung", бомбашко крило под директном контролом Немачке врховне команде
- Bosta – Bomberstaffel: бомбардерска ескадрила
- etc – Etappe: пошта
- FFA – Feldflieger Abteilung: почетне летачке формације немачке армије 1914-1915.
- FLA – Feldluftschiffer-Abteilung: летачке формације
- FestFA – Festungsflieger-Abteilung: летачки одред - "тврђава"
- FA – Flieger-Abteilung: летачки одред
- FA(A) – Flieger-Abteilung (Artillerie): летачки одред (артиљерија)
- FlgBtl – Flieger-Bataillon: летачки батаљон
- FBS – Fliegerbeobachter-Schule: ваздушна опсервациона школа
- FEA – Fliegerersatz-Abteilung: резервни одред
- FS – Fliegerschule: школа летења
- JG – Jagdgeschwader: борбено крило
- Jasta – Jagdstaffel: ловачка ескадрила
- JastaSch – Jagdstaffel-Schule: школа за ловце
- KEK – Kampfeinsitzerkommando: борбена једносед команда, претходник Jasta јединица
- Kest –Kampfeinsitzerstaffel: борбена једносед ескадрила, претходник Jasta јединица
- KG – Kampfgeschwader: стратешко бомбардерско крило
- Kagohl – the "Kampfgeschwader der Oberste Heeresleitung", стратешко бомбардерско крило - под директном конторлом Немачке врховне команде
- Kasta – Kampfstaffel: ескадрила стратешких бомбардера
- Luft – Luftschiff-Truppe: борбени дирижабли
- LsBtl – Luftschiffer-Bataillon: батаљон дирижаблова
- RBZ – Reihenbildzug: ваздушна фотографија
- Rfa – Riesenflugzeug-Abteilung: одред великих летелица
- Schlasta – Schlachtstaffel: нападачка ескадрила
- Schusta – Schutzstaffel: заштитна ескадрила

## Авиони
Током рата, Царска војна служба је користила широк спектар авиона, од бораца (попут оних које су производили Albatros-Flugzeugwerke, Фокер, Pfalz Flugzeugwerke и Pfalz Flugzeugwerke), извиђачки (Aviatik, DFW и Rumpler ), борци са два седишта из Halberstädter Flugzeugwerke и Hannoversche Waggonfabrik; и тешки бомбаши углавном дизајн са два мотора из Gothaer Waggonfabrik фирме, познатији као Gotha, и огромне, тешке бомбаше са више мотора које је произвела компанија Цепелин и Schütte-Lanz, као и разне врсте авиона других фирми.

## Систем за означавање авиона
Током Првог светског рата немачки авиони који је званично усвојени у војну службу додељена је ознака која је укључивала (1) име произвођача, (2) функцију или "класу" слова, и (3) римски број. Троделна ознака је била потребна за јединствену ознаку како би олакшала логистичку подршку о многим типовима авиона који су билу у употреби - посебно пошто су Luftstreitkräfte ескадриле сачињавале од више типова летелица.
Систем за означавање се побољшао током рата. У почетку су сви војни авиони класификовани као "A" (једнокрилни) или "B" (двокрилни). Нова "C" класа наоружаних (двоседа) двокрилаца су почињали да замењују класу "B" авиона као машине за осматрање. 1915. су и даље прављени али искључиво као авиони на којима се учи. "Е" класа наоружаних једнокрилаца су исто уведени 1915. Друге класу су додаване како су се нови типови авиона уводили. Током рата су се углавном користиле ознаке "D" за двокрилне ловце, "Е" за једнокрилне ловце и "Dr" за ловце трокрлице. Међутим, пред крај рата коришћена је "D" ознака за све једносед ловце укључујући и једнокрилце.
- А - ненаоуржан авион за осматрање
- B - ненаоружан двосед двокрилац, са седиштем за осматрање испред пилота.
- C - наоружан двосед двокрилац, са седштиме за осматрање углавном иза пилота.
- CL - лагани двосед, у почетку замишљен као ловац пратилац - до 1917-18 највише коришћен за нападе на тлу.
- D - Doppeldecker - једносед, наоружан двокрилац касније коришћен као ловац
- Dr - Dreidecker - троклини ловац
- E - Eindecker - наоружани једнокрилац
- G - Grossflugzeug - велики бомбардери са два мотора[8]
- GL - лакши, бржи бомбардери са два мотора, замишљени за употребу по дану
- J - Schlachten - резервоар за гориво, пилот и мотор који је углавно оклопљен плочом, коришћени за нападе на тлу
- N - тип "C" авиона коришћен за ноћно бомбардовање
- R - Riesenflugzeug - авион "џин" - најмање три до четири-шест мотора - сви погодни за летење

Већина произвођача је имала сопствене ознаке одвојене од званичних војних ознака за своје производе. То је понекад изазивало забуну - на пример, војна "Ј" серија оклопних летелица била је сасвим различита од "Ј" фабричких ознака фабрике авионске компаније Јункерс - фабричке ознаке (војне) оклопног Јункерс Ј.I је на пример, био Јункерс Ј.4. "М" (за "Militär" или војни) и "В" (за "Versuchs" или експерименталне) фирме Фокер су такође биле интерне. Ово последње нема директну везу са званичном немачком ознаком "В" Трећег рајха, која такође означава "versuchs", за прототип авиона, проглашен од стране RLM 1935. године.
Авионска служба царске ратне морнарице је користила ознаке произвођача. На пример, теренски Гота бомбардери су од стране произвођача означени као класа "LD" док се у Luftstreitkräfte као класа "G" - морнарица је Гота хидроавионе означавала по произвођачевом "WD" (двокрилни хидроавион или Wasserflugzeug-Doppeldecker). Такође, велики број немачких хидроавиона од фирме Flugzeugbau Friedrichshafen су у поморској служби познати по својим "FF" фабричким ознакама.
Летелице војске и морнарице биле су појединачно нумерисане на исти начин као и савремени немачки разарачи и подморнице и били су изван сваког система "типске" ознаке.

## Пилоти
Борцима су, међутим, посветили највише пажње у аналима војне авијације, јер су произвели "високе асове" као што су Манфред фон Рихтхофен, познати као "Црвени Барон" (у Немачкој је био познат као der Rote Kampfflieger [Црвени летач]). Са 80 потврђених убистава сматра се најуспешнијим борбеним пилотом рата. Остали угледни њемачки пилоти били су Ернст Удет, Ерик Лувенхарт, Вернер Вос, Јозеф Јакобс, Лотар фон Рихтхофен, Вилхелм Франкл, Херман Геринг, Макс Имелман и врхунски ваздушни тактичар Освалд Белке (други пар су били први који су добили Орден за заслуге(фра. Pour le Mérite), највише пруско одликовање за храброст официра: 12. јануара 1916. године, након што је сваки од њих оборио 8 непријатељских авиона. Орден вероватно носи надимак "Плави Макс" по Максу Имелману. Са све већим бројем пилота који су достигли ову ознаку, потребне победе у ваздуху стално су се повећавале на око 30 у 1918. Укупно 76 ваздухопловаца је одликовано наградом Плави Макс. 69 летелица добило је Крст за војне заслуге, највишу пруску награду за подофицире и војнике. Међу њима су били Готфид Ејман, најуспешнији ваздушни тобџија рата (12 победа). Око 391 немачких пилота заслужни су за рушење најмање пет непријатељских авиона.

## Ознака
У почетку су све Немачке и Аустро-угарске летелице у служби користиле гвоздени крст(нем. Eisernes Kreuz) по пруском ратном одликовању.Balkenkreuz, црни крст на белој површини је заменио претходно обележје од марта 1918. (у априлу - фон Рихтхофен је променио на свом Dr.I, 425/17) док је 25. јуна 1918. и коначно прихваћено као ратно обележје читаве немачке војне авијације.

## Последња година
Између јануара и септембра 1918. немачки пилоти су оборили 3,732 савезничка авиона док су изгубили 1,099 авиона. До краја рата, Немачка ратна ваздушна служба је имала укупно 2,709 авиона, 56 летелица, 186 балонских јединица и око 4,500 летећег особља. После немачког пораза, служба је расформирана 8. маја 1920. под условима Версајског споразума који је тражио да се све летелице униште.

## Статистика
Укупно немачке жртве су бројале убијених 4,579 летећег особља и 299 приземног особља, 1,372 несталих-заробљени и 5,123 повређених. 1,1962 људи је изгубило животе у несрећама у ваздуху у Немачкој. Материјални губици од стране непријатеља били су 3.126 авиона, 546 балона и 26 летелица. Око 7,425 савезничких летелица и 614 балона је проглашено уништеним.